# エルネスト・シルバ
エルネスト・シルバ（Ernesto Silva、1992年2月15日 - ）はパナマ共和国・チリキ県出身のプロ野球選手(投手)。右投右打。

## 経歴
2012年11月に、母国パナマで行われた第3回WBC予選のパナマ代表に選出された。

## 詳細情報

### 代表歴
- 2013 ワールド・ベースボール・クラシック・パナマ代表